# Rumex bidens
Rumex bidens är en slideväxtart som beskrevs av Robert Brown. Rumex bidens ingår i släktet skräppor, och familjen slideväxter. Inga underarter finns listade i Catalogue of Life.